# ティアリングサーガシリーズ ベルウィックサーガ
『ティアリングサーガシリーズ ベルウィックサーガ』は、2005年5月26日にエンターブレインがPlayStation 2向けに発売したシミュレーションRPGである。『ティアリングサーガ ユトナ英雄戦記』の続編にあたる。

## 概要
2Dのマップ上に自軍キャラクターを配置、操作してマップ毎に定められた勝利条件を達成することで物語を進める。基本的な流れは前作『ティアリングサーガ ユトナ英雄戦記』に準ずるものだが、システム面で大幅な変更がなされている。物語の舞台は前作とは異なり、ストーリー及びキャラクターは直接関係無い。
プレイヤーは主人公のリース公子となり、自軍の編成と戦闘を繰り返していき、その合間にストーリーや各キャラクターのエピソードが語られてゆく。戦闘は、物語の本筋であり、リース自身を一キャラクターとして操作する「出撃任務」と、自軍の拠点である町に暮らす人々からの依頼に答え、自軍の長であるリース達を除いたキャラクターを出撃させる「住民依頼」との二つに分けられる。
戦闘面でのシステムは、1ターン中に味方と敵の行動フェイズが分かれていた前作とは異なり、定められた行動順に沿って個々のキャラクターを動かしていく同時ターン制を採用している。また、キャラクターを配置する桝目（ヘックス）も前作の四角形から六角形に変更されている。

## システム

### 出撃任務と出撃依頼
戦闘には「出撃任務」と「出撃依頼」の2種類がある。「出撃任務」は物語の本筋に関わるもので各章に1つずつあり、戦闘を回避することが出来ず、主人公のリースを強制的に出撃させることになる。「出撃依頼」は各章で出撃任務を終えた後に任意でイベントを起こすことにより発生する戦闘で、基本的に戦闘を行なわなくても次の章に進めることが出来る。出撃依頼は各章に2個以下ずつ設定されており、なかには回避することの出来ないものもある。また、条件を満たすことで発生する特殊な出撃依頼もあり、これは発生する章が決まっていない。

### 傭兵
自軍で操作可能なユニットには「常に出撃可能なユニット」と、雇用することで使用可能になる「傭兵」の2種類がある。傭兵を出撃させるために、章ごとに雇用料を支払う必要がある。傭兵は一定の条件を満たすことで「常に出撃可能なユニット」となり、雇用しなくても操作可能となる。

### 前作との違い
経験値上昇が敵を倒した時と捕縛した時、補助魔法を使った時、盗むや探索などのコマンドを使用した時などで、敵にダメージを与えただけでは経験値を得ることが出来ない。
本作で戦闘での数値を決める基本的なパラメーターは、大きく分けて「ＨＰ」、「精神」、「筋力」、「俊敏」、「防御」、「技能」の6つである。精神は「魔力」、筋力は「力」、俊敏は「すばやさ」、防御は「守備力」として置き換えられる。「技能」は前作の「技」に近く、成長する事で命中率が上昇していくが、技能にはそれぞれ属性が設定されており、それにあてはまる武器でなければ命中率に影響されない。つまり「剣」の技能は、剣を扱う時の命中率に影響するが、「槍」を扱う時の命中率には影響せず、逆もまた然り、と言う事である。
魔法にMPが設定されている。これは前作の武器の使用回数と同等であると言えるが、物理の武器と盾につけられた「耐久度」は前作の使用回数とは大幅に違い、耐久度が減れば減るほど壊れやすくなる。なお耐久度は0になると必ず壊れる。また、強度が高いほど耐久度は減りにくい。耐久度は数値としては表示されないが、武器名の隣にある珠の色によって現在の耐久度は表示される。このため、軽度の消耗率では1回はないにしても3～4回目で武器が壊れる事も十分ありうる。
武器の扱いについてもかなりの変更点がある。武器レベルは使用者自身のレベルに関連し、武器レベルが使用者のレベルより上でも扱えない事はなく、「扱いに失敗する」事がある程度である。敵ですらこのケースに当たることがある。
アイテムの販売に有限の概念がついた。強い武器ほどその数量は少ない。そのため、「資金があまり余っているから強い武器をたくさん買いだめしておく」と言う事が出来なくなった。
槍で攻撃する場合、移動力が攻撃力に加算されるものがある。
馬が消耗品扱いとなり、耐久度がつけられている。騎乗可能なユニットが騎乗状態の時に攻撃を受けると馬へのダメージが蓄積し、耐久度が0になると馬が死亡する。逆に、下馬状態の時に攻撃を受ければ馬へのダメージは受けずに済む。馬が死亡すると当然そのユニットの機動力が大幅に落ちる為、状況に応じて下馬し、馬の耐久力を温存する戦術が必要となる。更に、馬を一撃で死亡させる特殊な武器を持った敵兵にも注意する必要がある。消耗品であるが故に馬を販売する店が登場し、安価だが耐久度の低い馬、高価だが耐久度の高い馬、付加効果を持つ名馬といった性能差が有る。基本的に馬の耐久度は回復しないが、例外もある。
飛行ユニットの移動に対しては地上なら敵ユニットでも無視できる。また、地上ユニットの移動には飛行ユニットも干渉しない。なお、飛行ユニットに対しては直接攻撃はできず、弓や投槍、投げ斧、魔法などの間接攻撃でないと攻撃できない（若しくは飛行ユニットの攻撃に対する迎撃）。
戦闘に際し、相手からの攻撃を食らうと基本的に反撃できない。敵の攻撃を避けるか、「怒り」、「反撃」といったスキルを発動させる、もしくは2回以上の攻撃が出来る武器でなくてはいけない。
軽症状態と戦闘不能がある。軽症状態になるとその瞬間武器が外れ、回避率が10％マイナス、さらに戦闘不能に陥りやすくなる。戦闘不能は一切の攻撃ができなくなる現象で、死亡とは違う。この場合敵からの命中率は100%、しかも防御は0となり、移動についても指定した場所まで移動する保障はない。軽症状態はHPの全回復かターン経過で回復するが、戦闘不能はそれを治療できるアイテムでなければ回復しない。また、戦闘不能になったユニットは捕縛する事が出来る、味方の場合は捕縛される可能性がある。味方で捕縛されたユニットはその戦闘が終わってから捕虜として扱われ資金で交換することとなる（なお、交換を拒否する事も出来る）敵を捕縛した場合も、ユニットによっては交換要請が出てくる。また、捕縛したユニットのアイテムはすべて入手できる。また、敵味方の捕虜同士の交換も可能である。

## プロローグ
かつて大陸にて隆盛を誇ったラズベリア帝国。しかし時代の移り変わりの中で滅亡し、やがて「ヴェリア王国」と「ラーズ帝国」を生み出した。同じ国を母体としながら、異なる神を主神に選んだばかりに宗教的な教義の違いを抱えた両国は対立し、互いを滅ぼすべき邪悪な国家とみなして抗争を開始。それはやがて長きに渡る戦乱へと発展する。
強力な中央集権体制を敷いて建国時から周辺諸国を次々と併合し、東部の覇権を手中に収める大国となったラーズ帝国に対し、ヴェリア王国は西側の周辺諸国24カ国と同盟を締結。「ベルウィック同盟」としてラーズ帝国の侵攻に対抗する構えを取った。相次ぐ戦乱の中、次第にベルウィック同盟側は劣勢に立たされていく。そしてヴェリア国王モルディアス四世が前線にて奇襲を受け、戦死し戦線は瓦解。同盟軍は後退を余儀なくされ、ついには同盟の中心国、ヴェリア王国が陥落する。
辛くも避難したモルディアスの嫡子ウォルケンスが新たな王として同盟盟主の地位を継ぎ、ナルヴィア公国にて反攻の機会をうかがうと共に、同盟諸国に対し「ラーズ帝国討つべし」の檄を飛ばし、その戦力をナルヴィアへと集中するように呼びかける。
物語は、呼びかけに応じた西方の小国・シノン公国の公子リースが騎士団を引き連れ、ナルヴィアへと合流するところから始まる。

## 登場人物

### ベルウィック同盟

#### シノン騎士団
リース
本作の主人公。シノン騎士団団長。シノン公国の公子で、シノン公バーンストルの息子。クラスは登場時は「ロード」で勲功を重ねることで「ハイロード」にクラスチェンジする。聡明な青年だが、貴族出身ゆえか少々お人好しな面もある。ウォルケンスの呼びかけに応じてシノンの騎士団を率いてナルヴィアへとやって来る。現王ならびにその臣下達の無能を嘆きつつも辛抱強く王家に忠誠を貫く。若さゆえの甘えや未熟さはあまり見られず、ティアンナを見下すシルウィスをたしなめたり、イストバルやアーサーといった軍規に反する行動をした者との仲を取り持つなど、優秀な指揮官である。出撃任務には強制参加となるが出撃依頼には一部を除き参加することが出来ない。
ティアンナ
ロズオーク公から派遣されたリースの秘書。非戦闘員。
女性あるいは非戦闘員としての立場から、リースらが見落としがちな視点を指摘するなど、重要な役回りである。
ウォード同様に街の声によく耳を傾けているため、相対的に民間人からのシノン騎士団への評価を上げている。
ウォード
シノン騎士団の隊長。リースの副官としてナルヴィアへ同行。クリスの父親。クラスは「オールドナイト」でクラスチェンジは無し。リースと同様に一部の出撃依頼には参加することが出来ない。ゲームの序盤から加入し、初期レベルと能力は高い一方、成長はほとんどしないが、住民依頼などイベントでの出番は多い。
無骨者で、騎士としては優秀な一方、政治には疎く、また女性に対するデリカシーに欠けており、それが娘との確執の原因の一つになっている。
エルバート
シノン騎士団団員。それなりの実力を持ち、若手であるアデルとレオンにとっては頼れる兄貴分である。同じシノン騎士団の団員でウォードの娘であるクリスとは昔馴染みで好意を寄せているようである。ウォードに対して深い敬意を持っているため、彼ら親子の仲を取り持つように動いている。初期クラスは「サージェンナイト」。
クリス
シノン騎士団の紅一点。隊長であるウォードの娘であるが、家の事をほったらかしにして騎士としての任務を全うしていたウォードに対して距離を置いている。初期クラスは「ボウナイト」で特に石弓の扱いに長ける。ダドレイら4人の老バリスタ兵によると安産型らしい。
アデル
シノン騎士団のスピアナイト。平民上がりの騎士。元は農夫だという説もある。同僚のレオンと共にランスナイトを目指し、日々精進する。生真面目な性格で、軽いところのあるレオンとは対極の性格であるが、良いライバルであり、親友である。
工房の看板娘であるルミエールに好意を寄せており、ルミエールが山賊に拉致された際、彼女を安心させるために自身の部屋の合い鍵をお守りとして渡す。これはレオンの入れ知恵でもあるが、ルミエールからは受け取りを拒否されてしまった。そのままアデルはルミエールから距離を置いたが、実はルミエールとは両想いであり、想いがつながっているのならば鍵など必要ないという理由で、鍵の受け取りを拒否していたのだった。早とちりはあったものの、無事ルミエールと結ばれた。
レオン
シノン騎士団のスピアナイト。平民上がりの騎士。同僚のアデルと共にランスナイトを目指し、日々精進する。アデルに比べると軽い性格で、女性を口説く方法などをアデルに伝授しているようである。
アデルの恋模様に一喜一憂しながらも、レオン自身は女運がないのか浮いた話が少なかった。
ヴェスター公子との共同戦線において、現地にある墓を掃除してくるよう、ある老婆から依頼される。嫌々掃除して帰還したレオンを待っていたのは、報酬を用意しているはずの老婆ではなく、その孫を名乗る「ジャン」なる人物であった。喧嘩友達のような間柄になったジャンだが、実は「ジャンヌ」という名の女性であり、エンディングにてその素性が判明し、レオンと結ばれた。
シロック
シノン騎士団の弓兵士。騎士ではないが、ウォードにその資質を買われ騎士団入りをした。日々鍛錬を怠らず、その弓の腕においてはシノンで彼の右に出るものはいないといわれるほどである。
吟遊詩人であるオルフェリアに惚れており、彼女の父の形見である竪琴が盗まれた際には率先してその奪還に向かっている。この竪琴は、その音色を聞いた相手を眠らせる特殊な竪琴であるが、盗んだペネロがこの竪琴を利用していたため、催眠の要因となるカラーコードだけを射抜き、竪琴を奪還した。竪琴は彼女によからぬ噂を与えていた代物でもあり、その呪縛から解いてくれたとして、二人は結ばれる。
イゼルナ
ヴェリア教団の修道女で、クエスクリアの娘。18歳。おしとやかな性格であるが、一度決めたら引かない意志の強い一面もある。従軍シスターの扱いに憂いたクエスクリアの願いをリースが受け入れ、シノン騎士団に入団する。元は難民であり、クエスクリアは養母である。本来は実弟がいた模様。
その慈悲深さは保護した帝国兵の心をも解かし、ディアンが戦場と正しく向き合うきっかけにもなっている。
セネ
草原の民タニア族の少女。都会に憧れてナルヴィアに出てきたところ、シノン騎士団のスカウトを受ける。タニア族の性分から、馬の扱いに長けている。
馬泥棒を働いているシャモス一味から、まだ未熟であった仔馬を救い出し、暴れる仔馬をなだめ、馬小屋に預けた。すっかり傷も癒えた仔馬はセネに懐き、かつての愛馬の名である「ティコ」と名付けられ、セネと共に戦場を駆け巡る事になる。
アイギナ
ラーズ帝国によって陥落したリアナ王国の王女。古代魔法の一つ「パラスリアナ」の遣い手。ナルヴィアを目指して逃亡中に帝国軍に捕らえられるが、雇っていたシェルパによって救出。その後シノン騎士団に保護され、入団する。リアナ王国を見捨てたベルウィック同盟、そしてその長たるウォルケンスに対し憤りを感じている。
理知的な女性だが、王室育ちゆえか勝気で気位が高い面も見られる。
ダウド
ラーズ帝国に占領されたハイランド公国より撤退してきたアラゴンの騎士。ナルヴィアに逃亡する仲間を守るために、護衛任務を受けたシノン騎士団と共闘する。ウォルケンスに対しては憤りを感じているため、ナルヴィアではなくシノン騎士団に入団した。ユリアンという一人息子がいることもあって、自分より若い兵が戦争で死んでいくことを嘆いている。息子が帝国につかまり、奴隷兵となっている事を知らない。
マーセル
ナルヴィアのガードナイトで、バンミリオンの配下。元は王国軍の近衛兵士であったというが、現国王には既に限界を感じているらしい。城砦防衛戦において民間人より国王の安全を優先する上官ポーウィン隊長に楯突き、民間人を守りきるために最前線で戦う。後に軍規違反で処刑されるところをリースの進言とバンミリオンの采配によってシノン騎士団へ「流刑（＝転属）」されることになった。
ナルヴィアを守る騎士としての使命に徹するあまり朴念仁になってしまっており、武器屋の娘セシリーの想いにはこたえられずにいた。さらには人さらいの甘言に騙されセシリーが拉致されたことを知った際には、ふしだらな女と吐き捨てていたため、報告したティアンナを憤慨させ、彼女からセシリーの奪還を依頼されるに至った。終戦までは色恋にうつつを抜かせない事は変わらなかったが、自分が守ろうとしている民との交流、ひいてはセシリーとの関係について見直しており、態度も軟化した模様。
エニード
ロズオーク公の孫娘にしてローランド公国の公女。母カテリーナはバンミリオンの姉であるため、バンミリオンの姪と言うことになる。最前線となり、ベルウィック同盟から見捨てられそうになるローランドの街レブロンを救いたいとロズオークに頼み出るが否定される。しかしバンミリオンがリースに頼み込み、彼と共にローランド国民の避難を先導する。
魔法騎士になることを夢見てペルスヴェルに教えを乞う。本来なら短くて1年といわれた魔法習得だが、短期間で炎魔法を放てるまでに至り、ペルスヴェルに手渡されたパラスレイアをも使いこなした。これに伴い、夢であった魔法騎士となったエニードであったが、養母の形見であるパラスレイアを使いこなされた悔しさからか、ペルスヴェルからは距離を置かれるようになるが、エンディングにて和解する。
バロウズ
ナルヴィア軍のバリスタ兵。お調子者でつかみ所がない性格だが、義理人情に厚い。バリスタ技師であるクランプとは悪友であり、彼の妹・ビアンカからは兄を悪くするとして、若干煙たがられている。
スコーピオンの実戦試験をするためにクランプが敵に情報を売った罪で投獄された際は、落ち込むビアンカを励ますと共に、自身のポケットマネーを使って工房にアルバイトを送り込んでいる。
アルヴィナ
ボルニア公国の女聖騎士。女だてら大陸中に名を轟かす名うての騎士であり、直属の騎士団も精鋭揃いである。直接の君主であるリード公爵と、ボルニアが寝返った帝国に対抗する公子ヴェスターの両方に忠誠を誓い、心を痛めている。同時にヴェスターに好意を抱いており、ティアンナの下で修業していたロゼリーの計らいで、ヴェスターの本心が引き出された事で、彼と結ばれる。
パラミティース
至高の剣士といわれる「シャインナイト」の称号を持つ女騎士。巫女サナーキアの警護を任されていたが、後に司教ルボウの密命でセレニアへ向う。
リネット
シノン公国の公女。15歳。セレニア公国出身だが、公国の伯爵ピアスのクーデターにより両親を殺されている。シノン公バーンストルに保護され、養女となる。血の繋がりはないが、リースとは実の兄妹同様に仲が良い。リースが故郷を発ってからも、仕送りで彼を支える。本人は戦災孤児であると教えられているが、その素性には大きな秘密がある。
献身的だが、両親の仇であるピアスを自らの手で刺し殺すと息巻いていたという話もあり、大人しい性格ではない。
本作のヒロインで、終盤のキーパーソンである。

#### 傭兵
ディアン
サリア義勇軍出身のアクスファイター。過去に両親と妹を帝国軍に殺された経験から復讐を胸に戦っていたが、戦いの中でイゼルナと出会い、改心への道を歩んでいく。無口だが根は情熱的。
イゼルナが保護・看護していた帝国兵・フランツに対して斧を向け、帝国兵への恨みつらみを吐き出すも、実際はフランツもベルウィック同盟に対して同じ気持ちである事を彼から聞かされ、イゼルナの説得もあり、斧を下げる。そして帝国兵から彼の愛斧であるプージを託された事で、戦争の終結を誓い、シノン騎士団に入団を志願する。
シルウィス
傭兵と賞金稼ぎを生業としている女スナイパー。20代。プライドが高く高慢で、公子であるリースにも敬語を使わないが、それに見合うだけの実力を持つ。過去に一人仕留め損ねた賞金首がおり、彼を追っている。
ヴァイスがナルヴィアに接近するとの情報が入り、その討伐を依頼された際、ついにヴァイスを射止め、捕縛する事に成功する。しかしヴァイスとの戦いの終わりと、ヴァイスがシルウィスとの追いかけっこを楽しんでいた事を知ると虚無感を覚える。そんな彼女を見かねたティアンナに誘われる形でシノン騎士団に正式入団する。
ウォロー
名うての傭兵。雇用料は高いが、その実力は他を圧倒的に凌駕する。寡黙である事が難点。ヴェリア教団のある人物と浅からぬ関わりがあるらしい。
第3章にて「レティシア」が登場している場合、ヴェスター公子救出作戦の前にレティシア訪問の理由と、彼の生い立ちが語られる。
このヴェスターが囚われている「ツーロン」という街の孤児院で育ち、孤児院へ仕送りをするために傭兵として活動していた。しかし、孤児院がボルニア兵からの立ち退きを強要されたために、レティシアがウォローを頼ってきたのだ。救出作戦中に孤児院に侵入したボルニア兵を下し、そのまま孤児院へ残ったことで行方をくらます。その後事態を聞きつけたリースによって孤児院は解放され、ボルニアを指揮することとなったヴェスターへの口添えもあり、恩を返すためにリース軍へ加入する。
アグザル
修道院で雇うことが出来る「海の男」。海岸に打ち上げられていたところをシールと言う少女に助けられて以後、彼女の目を治すためにその治療費を稼ぐが、その行動には別にもう一つ理由があった。
シールはアグザルより前に海岸に打ち上げられているが、元々海賊であったアグザルは、自身が襲った船のどれかに彼女が乗っていたのではないか、自分がその両親を殺してしまったのではないかと、懺悔の気持ちを持っていた。
橋梁破壊任務に向かう際、かつての仲間が現れ、任務地近くに隠されているであろう財宝を持ってくるように言われる。そしてそれはもう一人のかつての仲間が守っており、3人で財宝を奪い合う構図となった。本来なら財宝に興味のなくなったアグザルだが、シールの目を一刻も早く治すため、奪った財宝を渡すふりをしてだまし討ちを仕掛ける。結果としてかつての仲間二人を殺して財宝を奪ったことも手伝い、シールの目が治った際にはその場に居合わせず、探しに来たシールに対しても「自分はおじちゃん（アグザル）じゃない」としてその場を離れ、逃げるようにシノン騎士団に入団した。しかし終戦後にナルヴィアから離れようとした際、アグザルと共に生きようとするシールを受け入れ、二人で生きる決意を固めた。
ルヴィ
ナルヴィアの聖騎士クリフォードの娘で、主君を持たない駆け出しの騎士である。母の死をきっかけに堕落していくクリフォードを情けなく思っている。そのためか、猪突猛進な態度が目立つ。
聖騎士に昇格したルヴィだったが、その直後に行われた馬上トーナメントで仮面の騎士に騎士としての地位をかけて勝負を挑まれたルヴィだったが、敗北し、ウォードに聖騎士の地位を返上した。この仮面の騎士は、父・クリフォードであり、事態を察したウォードのとりなしにより、クリフォードと和解、聖騎士の地位を取り戻すべく、執務室へと赴いた。しかしそんな話は聞いていないととぼけられたうえ、ウォードからはクリフォードがいかに優れた兵かを語られた事で恩義を感じ、父ともどもシノン騎士団に入団している。
実は聖騎士としてのクリフォードを誰よりも敬愛しており、ウォードからはその本心が見抜かれていた模様。
アーサー
ルヴィと共に、主君を持たない駆け出しの騎士として傭兵を勤める青年。彼女とは対照的に冷静な性格。帝国軍に寝返った父を持ち、その風当たりに苦労しながらも一家を養うために日々努力する。
目撃情報を元にその家へ向かったアーサーは、ハロルドは不在だったものの、彼の新たな伴侶とその子供を目撃、父への思いを爆発させた。彼女が語るところによると、ハロルドは実は寝返ったのでなく、帝国との戦いで重傷を負い、記憶がなくなった状態で彼女に介抱されていた。帰宅したハロルドは、現在は記憶が戻っているが、新たな家庭を築いたことで国には戻れない、アーサーには自身を討つように懇願する。しかしそこにハロルドはいない、戦死したのだとして、アーサーはハロルドを見逃した。ナルヴィアに帰還したアーサーは、母に「ハロルドは裏切ったのではなく戦死した」と嘘をつき、一家の大黒柱となってこれまで以上に精進する事を誓った。
クレイマー
大きな名声を得る英雄となることを夢みる剣士。17歳。まだまだ若く駆け出しではあるが、夢のために日々精進している。剣マニアで子どもっぽいところがある。
なかでも、伝説の剣士・アルシオーネが使用したとされるバルムンクには並々ならぬ想いを持ち、バルムンクに語り掛けるように言葉を紡ぐ彼を見たティアンナは「恋人に話しかけているよう」と形容し、バルムンクをクレイマーに託すよう、リースにかけあった。
フェイ
東国イズミル出身の剣士。父コウエンに深手を負わせ、神剣ヴァジラと神剣ヴリトラを奪ったカオスをナルヴィアまで追ってきている。自身の実力を過大評価している節がある。
司祭護衛任務の際に一度カオスに敗れ、ラーズの祭壇では神剣ヴァジラを持たないカオスに敗れた事から、剣士としての自信を失い、一度帰国する。そして父との修行の中で剣士として一つの答えにたどり着き、選ばれし聖戦士にのみ受け継がれる神舞剣を携え、シノン騎士団に入団した。
ファラミア
イズミルの剣技を習得している事以外、素性が一切分かっていない寡黙な東方剣士。何かとフェイに付き添っているようにも見えるが、その真意もまた不明である。
剣さばきからコーエンの弟子ではないかとフェイに問われた際には否定していたが、実はコーエンの弟子であり、フェイを心配するコーエンの命を受け、彼女を助けるために傭兵として陰ながらそばに居続けた。
神剣ヴァジラをもっていないとはいえカオスに対して手傷を負わせるほど、高い実力を持っている。ゲームシステム的には、初期状態から剣と弓を両立して扱うことができる貴重な戦力でもある。
デリック
元は帝国補給部隊だったが、帝国を抜けて傭兵を勤める装甲兵。最低限の事以外はなす事がなく、話していても声がくぐもって聞こえない事がほとんどである謎の人物。
明言はないが、デリックが加入した時期にナルヴィアに登場し、その人物がデリック加入と共にその場所からいなくなることから、その正体が分かるようになっている。
クリフォード
かつてはナルヴィアでも名うての騎士だったが、最愛の妻を失ったショックで現在は大衆酒場で飲んだ暮れる日々を送っている。娘であるルヴィには亡き妻のような女性になることを望み、騎士になることを反対している。
ルヴィが聖騎士となり、シノン騎士団に入団した時期に行われた馬上トーナメントに仮面をかぶって参加。同じく参加していたルヴィに騎士の地位をかけて勝負を挑んだ。クリフォードに下されたルヴィは聖騎士の名誉を返上したが、同じく娘をもつウォードが憤慨し、ルヴィの処遇を巡ってクリフォードとの一騎打ちを行う。敗北したクリフォードに対し、ルヴィがいかにクリフォードを尊敬しているかを諭され、改心してルヴィにすべてを明かした。翌日、ルヴィの聖騎士の地位の返上を取り消すためにルヴィと共に執務室に訪れるも、そんな話は聞いてないととぼけられたうえ、ウォードからはいかにクリフォードが優れた騎士かを語られる。娘と共にシノン騎士団への忠誠を誓い、入団した。
イストバル
働き手の父親が行方不明となり、7人のきょうだいを養う金を得るため半ば自暴自棄に盗賊稼業をしていたが、クリスに説得され盗賊団を抜け、傭兵ギルドで働くことになる。川蝉亭の看板娘であるアリーナは実の妹。ふざけているように見えるが根は真面目で家族思い。
ローランド撤退援護の後に出会ったソフィーと橋梁破壊作戦で再会した際、パスカニオンの暴発で怪我を負った彼女を逃がした罪を問われるも、ウォードにその命を助けられる。その後、スコーピオンの試験を兼ねた迎撃作戦において再びソフィーと相対し捕縛。同時に捕縛したルーヴェル・グラープとは違いソフィーは捕虜交換が効かなかった為、口利きもあって川蝉亭で働くことになった。
シェルパ
アイギナに雇われていた傭兵。確かな実力を持つ腕利きの剣豪ではあるが、ハイランド出身であろうという事以外その素性は不明である。
ハイランドが帝国の軍門に下る事を良しとせず、族長と掛け合うも、帝国には勝てない、いずれ再興させるために下るのだとして聞き入れられなかった。そしてその族長からの一太刀を受け入れハイランドを抜けるものの、彼が抜けた直後の戦いでハイランドは陥落し、族長も戦死した。
族長の娘であるソフィーはシェルパを裏切り者として追っていたが、シェルパから族長の真意を聞かされ、シェルパ自身の真意を聞いたことで和解した。その後はリース軍へ加入している。
オルウェン
ヴェリア司祭グリムの弟子と「偽って」、司祭として迎えられた謎の男。女性に対して軟派なところがあるが、その実力は確かなものがある。
何者かの強力な呪いに精神を蝕まれているらしく、一定ターンが経過すると、敵味方の区別無く攻撃を行うようになる。
実はラーズ神官であり、ラーズの方針に疑念を抱き、ナルヴィアに亡命した。命からがら亡命はしたものの、その際に呪いをかけられたことで、上記のような行動をとってしまうようになった。聖女として覚醒したサフィアによって呪いを解かれ、恩返しのごとくシノン騎士団に入団する。
しかし改宗したわけではなく、ラーズ神官としての誇りはもち続けており、エンディングではラーズ教を正しい方向へ導く決意を語っている。
サフィア
ヴェリア教の見習いシスターを名乗る謎の少女。祖父の薬代を稼ぐために雇用を迫るが、雇用費の設定を知らなかったり、世間知らずな面が多々見える。
実は第3章にて3人の司祭が目的としていた光の巫女サナーキアその人であり、身を隠すために身分を偽って傭兵として活動していた。
物語終盤に差し掛かったところでラーズ教にさらわれてしまい、その正体をさらすこととなった。
戦いの最中で光の巫女としての力に覚醒し、暴走しているオルウェンを止め、その呪いを解いた。
ラレンティア
飛竜の産地であるペシル王国の女竜騎士。しかし帝国の考えに同調するペシルの方針に疑問を抱きシノン騎士団に寝返るが、ナルヴィアに到着した途端に捕らえられ、投獄されてしまう。看守に賄賂を渡す事で彼女を一時的に釈放する（戦場に出す）事が出来る。本作の味方では唯一の飛行ユニット。
冷静だが騎士としてのプライドが高く、帝国に寝返った上官に凄まじい剣幕で斬りかかる気性の激しい一面も持ち合わせている。
セディ
ナルヴィアに流れ着いた難民孤児の兄貴分で、彼らを養うため傭兵をしている。対処らしい対処をしようとしない騎士や王達を嫌っていたが、リースにだけは信頼を置いている。
ペルスヴェル
ローランドの戦いで出会った魔道士の青年。生き別れとなった姉を探して傭兵稼業をしている。母から譲り受けた古代魔法の一つ「パラスレイア」の魔道球を持っているが、彼自身は使いこなせない。
魔法に憧れるエニードに魔法を覚えるも、基本魔法とは言え炎魔法の習得を順調に行うエニードに対し、ある疑惑を抱くようになる。

#### ヴェリア王国
ウォルケンス
ヴェリア王国の国王であり、ベルウィック同盟の盟主。前国王モルディアス4世がラーズ帝国の侵攻によって戦没したことにより、王位を受け継いだ。だが、とても王の器ではなく、見識低く嫉妬深く偏執的で視野狭窄的という危険人物で、配下の者たちも、追従しか能がない腰巾着や、ならず者同然の者が多い為、トラブルの種となっている。重臣会議でも自分の思いつきを優先させる為、その采配は迷走し、多くの同盟諸国を滅ぼした。当然ながら、見捨てられ滅んだ国の王族や騎士達からは恨まれ憎まれてさえおり、民たちの評判も最悪で「妹姫とは違い、両親の悪い部分だけを受け継いだ」と陰で酷評される暗君である。さらに自らが憎悪し恐れているベルナードにバーンストルが与したことから、シノン騎士団に虐待に等しい過酷な任務を強いる。
度重なる失策と、自分の身の安泰しか考えない行いに、次第に人心は離れていき、やがて自らの首を絞める事になってしまう。
ベルナード
ディアナ公国の公爵。32歳。父アーレスを反逆罪で自害させられ、弟や妹は未だに行方不明。少年時代に政争に巻き込まれ、ミネバ公国に12年間流刑に処されるという過酷な境遇の中、辛酸を嘗めつくした過去を持つ苦労人でもある。謙虚な人格と強い愛国心を持ち、婚約者のシェンナ以上に知略と行動力に恵まれた傑物だが、その才略を逆に警戒されており、政治的に不安な立場にある。
シェンナ
ヴァリア王国の王女。国王ウォルケンスの妹。23歳。ベルナードとは親が決めた許婚同士だが、互いに好意を寄せている。兄とは違い、知略に長け見識も高く兄にたびたび助言を行ってきた。まじめな家臣や国民からの信望も厚い。軍務卿のヘルマンの言動に不審なものを感じている。
ヘルマン
ヴェリア王国の軍務卿。伯爵。当初からリース達シノン騎士団を目の敵にし、何かと難癖を付けては無理難題を命じてくる。かつては、先王モルディアスを良く補佐した誠実な人物であったが、先王戦没時の混乱後、突如その人格が一変。今や現王ウォルケンスが感情に任せた愚劣な選択をすると無条件で賛成し、たまにまともな判断を下そうとすると阿諛追従を駆使してその決断を捻じ曲げ、亡国へと誘導する最悪の奸臣と化した。
パドルフ
ヴェリア王国の内務卿。愚鈍で目先の判断しかできない人物。同僚ヘルマンの変心を疑問にも思わないばかりか、それに便乗して私腹を肥やすことばかり考えている小人。息子がいるが、その息子も余り評判が良くないらしい。

### ラーズ帝国
ゼフロス
ラーズ帝国の将軍。27歳。飛竜隊による空中機動戦術を駆使する戦争の天才で本作随一の名将であり、並ぶ者はいないと言われる。皇帝の寵姫アナスタシアの弟で、奴隷民出身とされるが過去に重大な秘密があり、物語上のキーパーソンとなる人物。
アクトゥル
ゼフロスの忠臣。イシスの森の戦いでは王国軍の聖騎士を何人も討ち取りベルウィック同盟軍からはイシスの悪魔と恐れられる。武将としても一流だが政治的なセンスにも恵まれており、ゼフロスの信頼も厚い。
クレイマン
ラーズ帝国の現皇帝。高齢だがゼフロスの姉・アナスタシアとの間に待望の男子・マナリスを得たことで養子であり甥のファイサル皇子との間に軋轢が生じつつある模様。病に伏しており、求心力を失いつつある。元々平和を愛する懐の深い人物で、アナスタシアとゼフロスの出生の秘密に気付いており、それゆえに愛息マナリスにヴェリア王国との和平の懸け橋としての望みをかけている。国民を扇動する教皇ウルバヌスとファイサル皇子の強硬論や主戦論に苦悩している。
アナスタシア
奴隷出身だがその美貌と才知をクレイマンに見染められて皇妃となり、皇子も生む。30歳。ゼフロス同様その過去には重大な秘密がある。
ファイサル
ラーズ帝国の皇子。養父である現皇帝の甥でもある人物。最近まで高齢ながら嫡子のいなかった皇帝の皇位継承者と目されていたが、ゼフロスの姉がマナリス皇子を生んだことで継承権を失いかけており、起死回生の策としてラーズ教団と手を組み、帝国の実権を握るべく暗躍している。ヴェリア王ウォルケンス同様、享楽的な部分もあるが、決して無能でも夢想家でもない人物で、クレイマン帝亡き後のクーデターに備え、帝国軍の大半を掌握している。
ウルバヌス
ラーズ教団の教皇。典型的な原理主義者で、以前よりクレイマン皇帝の平和路線をこころよく思わず、全面戦争を主張しては国民を扇動していた。4司教や暗黒騎士を始め、僧兵部隊など恐るべき実力を持つ配下を擁し、帝国の戦争を策謀面で支える一方、その実権をも狙う野心家。
アルマキス
ラーズ教団の4司教の一人。4司教では最年少。ボルニア領でリード公爵を暗黒魔法で操り、公子・ヴェスターを危機に陥れる。カオスに気圧されてそれを根に持って報復を企んだり、ボルニアの将の一人であるライアークにも陰で軽蔑されたりと威厳に欠けているが、4司教の中では一番、出番に恵まれている。
ヤーカーラム
ラーズ教団の4司教の一人。帝国の軍務卿でもありファイサルを巧みに操る。ヴェリアの軍務卿ヘルマン変心の秘密を握る男でもある。
ゴルドヴァ
ラーズ教団の4司教の一人。セレニア領で公国の重臣らと手を組み、リースの妹・リネットを罠にかける。
ラスプーチェ
ラーズ教団の4司教の一人。壊滅したヴェリア教団にとどめを刺すべく行方不明のヴェリアの巫女抹殺の任に就く。
カオス
ラーズ教団の暗黒騎士である凄腕の剣士。元はフェイの父コウエンに師事していたが、二振りの神剣を強奪した過去を持つ。自らの剣技と神剣ヴァジュラの加護による絶対の自信からか、神官より低い地位にありながら、司教たちにも尊大な態度を取る。
グラープ
帝国によって制圧されたレマゲン要塞の守備を預かる国境守備隊隊長。
ぶっきらぼうな物言いだが真摯であり、ルーヴェルから「パスカニオン」の試験を任されたソフィーに「そんなもんドブにでも捨てちまえ！」と吐き捨てている。
レマゲンが奪還された後はルーヴェルの豹変について調査を進めていたが、鉄仮面で顔を隠して「ブラックナイト」として、スコーピオンの試験場へ姿を現すも、リースらに捕縛される。
あくまでソフィーを冷たくあしらうルーヴェルを見かね、ルーヴェルの真意を伝えて和解させ、帝国から引き取りを拒否されたソフィーに見送られ、ルーヴェルと共に帝国へと帰っていった。
ルーヴェル
帝国の将校。ソフィーの従姉である。
両親が死亡して孤児となったソフィーを父が引き取り、彼女とは姉妹のように仲良く育っていたが、ある日を境にソフィーを邪険に扱うようになった。
レマゲン要塞においてはパスカニオンを手渡す、スコーピオンの試験場においても最前線に行くよう指示するなど、彼女の死を望むような態度が目立つが、実は祖父に追放されたソフィーの父(ルーヴェルの伯父)の死にあたり、彼の追放を後悔していた祖父が、その娘であるソフィーに遺産を相続させる事を決めた事で、ルーヴェルの父がソフィーの暗殺を目論んでいたため、ソフィーを家から離そうとしていた。
捕獲後にナルヴィアの地下牢でグラープに明かされ、観念したようにソフィーと和解する。その後はソフィーに見送られ、ルーヴェルと共に帝国へと帰還した。
ソフィー
ルーヴェルの従妹にあたる人物で、両親の死亡後、ルーヴェルの父である叔父に、彼女の侍女として引き取られる。
ルーヴェルとは姉妹のように仲良く育っていたが、ある日突然ルーヴェルから冷たくされるようになり、レマゲン要塞においては、試作段階で暴発の危険性がある「パスカニオン」の実戦試験を任された。
レプロン包囲網にも参戦していたが、元々の優しい性格から対峙したイストバルを殺せず怪我を負わせただけとなり、後にレマゲン要塞で再会した際には戦う意思を見せず、リース軍の捕虜となった。しかしそもそもがルーヴェルの次女で正規の兵ではないため捕虜交換には応じられず、収容所送りとなったところをイストバルに救われ、帝国へと帰還した。
その後スコーピオンの試験場へ姿を現し、再びイストバルと邂逅し、戦場を離れる。捕虜となったルーヴェルの様子を見るべく地下牢へ姿を現すも彼女から冷たくあしらわれ、見かねたグラープから彼女の真意を聞かされる。そしてルーヴェルと和解し、捕虜交換で帝国へ帰還するグラープ・ルーヴェルを見送った。その後は川蝉亭で雇われている。